# تاريخ المرأة في الولايات المتحدة
هذه مقالة عن تاريخ المرأة في الولايات المتحدة منذ عام 1776 والمستعمرات الثلاثة عشر قبل ذلك. كانت دراسة تاريخ المرأة مجالًا علميًا وشعبيًا كبيرًا، إذ يضم هذا المجال العديد من الكتب والمقالات العلمية ومعارض المتاحف والدورات التدريبية في المدارس والجامعات. أغفلت أدوار المرأة لفترة طويلة في الكتب المدرسية والتاريخ الشعبي. بحلول ستينيات القرن الماضي، قُدمت النساء بصفتهن ناجحات مثل أدوار الذكور. أكدت المقاربة النسوية المبكرة أن النساء كن ضحايا وكان وضعهن متدني على أيدي الرجال. في القرن الحادي والعشرين، أكد الكتاب على نقاط القوة المميزة التي تظهر داخل مجتمع النساء، مع اهتمام خاص بالأقليات بين النساء.

## الحقبة الاستعمارية
تباينت تجارب النساء خلال الحقبة الاستعمارية من مستعمرة إلى مستعمرة، ولكن كان هناك بعض الأنماط الشاملة. انحدر معظم المستوطنين البريطانيين من إنجلترا وويلز وبأعداد أقل من اسكتلندا وأيرلندا. استقرت مجموعات من العائلات معًا في نيو إنجلاند، بينما كانت العائلات تميل إلى الاستقرار بشكل مستقل في المستعمرات الجنوبية. استوعبت المستعمرات الأمريكية عدة آلاف من المستوطنين الهولنديين والسويديين. بعد عام 1700، وصل معظم المهاجرين إلى أمريكا المستعمرة بصفتهم خدمًا متعاقدين؛ الشباب والشابات غير المتزوجين الذين يبحثون عن حياة جديدة في بيئة أكثر ثراءً. بعد ستينيات القرن التاسع عشر، وصل تدفق مستمر من العبيد السود، وخاصة من منطقة البحر الكاريبي. كانت الإمدادات الغذائية أكثر وفرة مما كانت عليه في أوروبا، وكان هناك وفرة من الأراضي الخصبة التي تحتاج إلى أسر المزارعين. ومع ذلك، كانت بيئة المرض معادية في الجنوب الذي تعصف به الملاريا، حيث توفي جزء كبير من الوافدين في غضون خمس سنوات. كان الأطفال المولودون في أمريكا محصنون ضد الأشكال المميتة من الملاريا.
كان أول المستوطنين الإنجليز الواصلين إلى أمريكا أعضاء مستعمرة رونوك الذين قدموا إلى ولاية نورث كارولينا في يوليو 1587، بتعداد قدره 17 امرأة و91 رجلًا و9 أولاد بصفتهم المستعمرين المؤسسين. في 18 أغسطس 1587، ولدت فرجينيا داري؛ كانت أول طفلة إنجليزية تُولد في أراضي الولايات المتحدة، والدتها إليانور داري، ابنة جون وايت، حاكم مستعمرة رونوك. من غير المعروف ما حدث لأعضاء مستعمرة رونوك؛ ومع ذلك، من المحتمل أن يكونوا قد تعرضوا للهجوم من قبل الأمريكيين الأصليين، وضُمَّ الذين لم يُقتلوا إلى القبائل المحلية.

### فرجينيا
تأسست جيمستاون، أول مستوطنة إنجليزية في أمريكا، عام 1607 في ولاية فرجينيا. أحضر أول الأفارقة إلى جيمستاون، بعد المحاولة الفاشلة في مستعمرة لوكاس فاسكيز دي أليون في 1526-1527، في 1619. قدموا في البداية من منطقة البحر الكاريبي، وكان هناك 20 منهم، بما في ذلك ثلاث نساء. عوملوا كخدم متعاقدين في البداية حتى ظهرت قضية أنتوني جونسون ضد جون كاسور عام 1654.
وفي عام 1619 أيضًا، ذهبت 90 امرأة عزباء شابة من إنجلترا إلى جيمستاون ليصبحن زوجات للرجال هناك، إذ كانت النساء تُباع بالمزاد العلني مقابل 150 جنيهًا من التبغ لكل واحدة منهن (تُدفع لشركة الشحن)، إذ كانت تلك هي تكلفة سفر المرأة إلى أمريكا. أطلق على تلك المسافرات اسم «عرائس التبغ». كان هناك العديد من هذه الرحلات إلى أمريكا لهذا الغرض (كانت رحلة عام 1619 هي الأولى)، إذ وُعدت عرائس التبغ بالمرور الحر وبجهاز العرس لحل مشكلتهن.

### نيو إنجلاند
في نيو إنجلاند، جلب المستوطنون المتشددون من إنجلترا قيمهم الدينية القوية وبنيتهم الاجتماعية عالية التنظيم معهم. اعتقدوا أن المرأة يجب أن تكرس نفسها لتربية الأطفال الذين يتقوا الله قدر استطاعتها.
كانت هناك اختلافات إثنية في معاملة النساء. بين المستوطنين البيوريتانيين في نيو إنجلاند، كانت الزوجات لا يعملن أبدًا في الحقول مع أزواجهن. في المجتمعات الألمانية في ولاية بنسلفانيا، عملت العديد من النساء في الحقول والإسطبلات. منح المهاجرون الألمان والهولنديون النساء سيطرةً أكبر على الممتلكات، وهو أمر غير مسموح به في القانون الإنجليزي المحلي. على عكس زوجات المستعمرين الإنجليز، امتلكت زوجات الألمان والهولنديين ملابسهن الخاصة وغيرها من المواد، ومُنحن أيضًا القدرة على كتابة وصايا توزيع الممتلكات التي أحضرنها معهن من أجل الزواج. نما الاقتصاد الإقليمي في نيو إنجلاند بسرعة في القرن السابع عشر، وذلك بفضل الهجرة الكثيفة وارتفاع معدلات المواليد وانخفاض معدلات الوفيات ووفرة الأراضي الزراعية غير المكلفة. نما عدد السكان من ثلاثة آلاف عام 1630 إلى 14 ألف في عام 1640، و33 ألف في عام 1660 و68 ألف في عام 1680 و91 ألف في عام 1700. بين عامي 1630 و1643، وصل نحو 20 ألف من المتشددين، واستقر معظمهم بالقرب من بوسطن؛ بعد عام 1643 وصل أقل من خمسين مهاجر في السنة. كان متوسط حجم الأسرة المكتملة 7.1 أطفال بين عامي 1660-1700؛ كان معدل المواليد 49 طفلًا سنويًا لكل ألف شخص، وكان معدل الوفيات نحو 22 حالة وفاة سنويًا لكل ألف شخص. كان نحو 27 بالمئة من السكان رجالاً تتراوح أعمارهم بين 16 و60 سنة.
وُزعت فوائد النمو الاقتصادي على نطاق واسع، حتى أن العمال الزراعيين كانوا أفضل حالًا في نهاية الفترة الاستعمارية. أدى تزايد عدد السكان إلى نقص الأراضي الزراعية الجيدة التي يمكن للأسر الشابة أن تؤسس نفسها فيها؛ وكانت إحدى النتائج هي تأخير الزواج، والنتيجة الأخرى الانتقال إلى أراضٍ جديدة نحو الغرب. في البلدات والمدن، كانت هناك ريادة أعمال قوية، وزيادة مطردة في تخصص العمل. ارتفعت أجور الرجال بشكل مطرد قبل عام 1775؛ وكان هناك مهن جديدة مفتوحة للنساء، بما في ذلك النسيج والتدريس والخياطة. استخدمت فرنسا الجديدة المنطقة الحدودية المجاورة المحاربين الهنود لمهاجمة القرى النائية. أسرت النساء في بعض الأحيان. في الحروب الفرنسية والهندية العديدة، ضخت الحكومة البريطانية الأموال لشراء اللوازم وبناء الطرق ودفع رواتب الجنود الاستعماريين. بدأت الموانئ الساحلية تتخصص في الصيد والتجارة الدولية وبناء السفن؛ وبعد عام 1780 في صيد الحيتان. بالاقتران مع الأسواق الحضرية المتنامية للمنتجات الزراعية، سمحت هذه العوامل للاقتصاد بالازدهار على الرغم من الافتقار إلى الابتكار التكنولوجي.

#### التعليم
بدأ التعليم المدعوم بالضرائب للفتيات في وقت مبكر من عام 1767 في نيو إنجلاند. كان هذا التعليم اختياريًا وأثبتت بعض المدن أنها مترددة في إدخاله إلى مدارسها. كانت نورثهامبتون وماساتشوستس، على سبيل المثال، من أوائل الولايات التي تبنت هذا التعليم لأن لديها العديد من العائلات الغنية التي سيطرت على البنى السياسية والاجتماعية، ولا تريد دفع ضرائب لمساعدة الأسر الفقيرة. فرضت نورثهامبتون الضرائب على جميع الأسر، وليس فقط على الأسر التي تملك أطفالًا، واستخدمت الأموال لدعم مدرسة قواعد لإعداد الفتيان للالتحاق بالجامعة. لم تتعلم الفتيات من المال العام إلا بعد عام 1800. في المقابل، كانت مدينة ساتون في ماساتشوستس، متنوعة من حيث القيادة الاجتماعية والدين في مرحلة مبكرة من تاريخها. دفعت ساتون ثمن مدارسها عن طريق فرض ضرائب على الأسر التي تملك أطفالًا فقط، وبالتالي خلقت دائرة نشطة لصالح التعليم الشامل للفتيان والفتيات.
يشير المؤرخون إلى أن القراءة والكتابة كانتا مهارات مختلفة في الحقبة الاستعمارية. تدرس المدرسة الجنسين، ولكن في الأماكن التي لا توجد بها مدارس، كانت القراءة تدرس أساسًا للبنين وأيضًا عدد قليل من الفتيات المميزات. تعامل الرجال مع الشؤون الدنيوية وضرورة القراءة والكتابة. تحتاج الفتيات فقط للقراءة (خاصة المواد الدينية). يفسر هذا التباين التعليمي بين القراءة والكتابة السبب الذي يجعل النساء المستعمرات في كثير من الأحيان يقرأن، لكن لا يستطعن الكتابة إذ يستخدمن علامة إكس للتوقيع مكان أسمائهن.